# Ryūjo Hori
Ryūjo Hori (堀 柳女, Hori Ryūjo), née Matsue Yamada (山田 まつゑ, Yamada Matsue) le 25 août 1897 et morte le 9 décembre 1984, est une fabricante de poupées traditionnelles japonaises.
Hori commence sa carrière artistique comme peintre mais se tourne vers la fabrication de poupées après avoir éprouvé une épiphanie avec un bout de chewing gum. Observant celui-ci à demi-mâché, elle observe qu'il ressemble à un visage humain, ce qui l'amène à s’intéresser aux représentations tridimensionnelles de la forme humaine. Elle commence à fabriquer des poupées en farine et en pâte de journal avec des baguettes comme base structurelle,. En 1930, elle rejoint le groupe d'artistes Dontakusha de Yumeji Takehisa et par la suite se consacre exclusivement à la fabrication de poupées. Cette même année, elle tient sa première exposition au Hina matsuri,,. Plus tôt dans sa carrière, elle avait étudié auprès des fameux fabricants de poupées Goyo Hirata et Juzō Kagoshima (1898-1982), tous deux Trésor national vivant du Japon.
Sa création d'un nouveau style de poupées kimekomi-ningyō lui vaut d'être elle-même désignée Trésor national vivant du Japon en 1955. Elle est à la fois la première femme à recevoir cette distinction et le premier artiste à être en grande partie autodidacte,. Elle sculpte communément des poupées à l'image des femmes de l'aristocratie de l'époque de Heian, en bois de paulownia ou, plus tardivement, en shiso (terre cuite couverte de papier). Ses poupées peuvent prendre jusqu'à dix ans pour être achevées. En 1983, durant une visite présidentielle au Japon, elle est présentée à Nancy Reagan qui déclare « admirer la patience de Hori autant que son art ». L'artiste n'est pas autorisée à apporter ses outils — essentiellement des couteaux — à la rencontre.